# Piermont (New York)
Cet article concerne le village de l'État de New York. Pour la municipalité du New Hampshire, voir Piermont (New Hampshire).
Piermont est un village américain situé au sein du comté de Rockland dans l'État de New York. Selon le recensement de 2010, sa population est de 2 510 habitants.
La municipalité s'étend sur 1,15 milles carrés (2,98 km2), dont 0,47 milles carrés (1,22 km2) d'étendues d'eau. Elle est nommée Piermont en raison de sa situation entre des collines et l'Hudson et sa jetée (en anglais : pier).

## Personnalités
- Walter Van Fleet (1857-1922), médecin, ornithologue et rosiériste né à Piermont.